# Historia de Villena: desde la Prehistoria hasta el siglo XVIII
La Historia de Villena: desde la Prehistoria hasta el siglo XVIII es una obra de José María Soler García escrita entre 1981 y 1990 y publicada mensualmente en el periódico local Villena. El conjunto de la obra se editó por primera vez 2006, y se reeditó en 2009, al haberse agotado la primera edición.

## Estructura
La obra se estructura en torno a seis grandes unidades temáticas:
- El escenario geográfico: entorno físico de Villena y su comarca.
- Prehistoria: los primeros habitantes de las tierras villenenses, presentando la mayoría de sus trabajos arqueológicos.
- Protohistoria: los íberos y la primera romanización.
- Edad Antigua: la romanización y los vestigios de época romana.
- Edad Media: conquista visigoda y musulmana; posterior conquista cristiana; política, sociedad y acontecimientos hasta 1480.
- Edad Moderna: política, sociedad y acontecimientos hasta principios del siglo XVIII.

## Relevancia
Esta obra, aunque algunos de sus puntos han sido discutidos y rebatidos en fechas posteriores, sigue siendo la obra de mayor envergadura y más fidedigna de cuantas se dedican a la historia y prehistoria Villena en particular, pero también de la historia del Alto Vinalopó en conjunto.